# Mycetophila blanchardi
Mycetophila blanchardi är en tvåvingeart som beskrevs av Günther Enderlein 1910. Mycetophila blanchardi ingår i släktet Mycetophila och familjen svampmyggor. Inga underarter finns listade i Catalogue of Life.